# ニコルスブルク仮条約
ニコルスブルク仮条約（独: Vorfrieden von Nikolsburg）は、1866年7月26日に結ばれた普墺戦争の仮講和条約。
ニコルスブルク仮平和条約などとも表記される。

## 概要
普墺戦争（1866年勃発）が始まってまもない7月初旬、プロイセン軍はケーニヒグレーツの戦い（チェコ語地名ではフラデツ・クラロヴェ）でオーストリア・ザクセン連合軍を撃破した。
こうして、戦争開始まもなくオーストリアが敗勢濃厚となる中で、フランス第二帝政のナポレオン3世が早期の休戦交渉を提案した。
プロイセン国内ではウィーン占領を主張する意見もあったが、ビスマルクはこの休戦提案を受け入れたため、ボヘミア南部のミクロフ（ドイツ語ではニコルスブルク）において休戦交渉が行われ、7月26日に仮講和条約が成立した。
普墺戦争の正式な講和条約は、約1ヶ月後のプラハ条約であるが、既にこの条約において、プラハ条約で示されているような諸合意の多くが示されていた。